# Orbais-l'Abbaye
Pour les articles homonymes, voir Orbais.
Orbais-l'Abbaye est une commune française, située dans le département de la Marne en région Grand Est.

## Géographie

### Localisation
Orbais-l'Abbaye se trouve au centre-ouest du département de la Marne, en région Grand Est. La commune appartient à la région agricole de la Brie champenoise.
La commune de Orbais-l'Abbaye s'étend sur une superficie de 1 603 hectares. Sur son territoire, l'altitude varie de 122 à 235 mètres. Le relief est marqué par la vallée du Surmelin, rivière qui passe au nord du village d'Orbais. De part et d'autre de la vallée, le plateau briard dépasse les 200 mètres d'altitude. L'altitude atteint 221 mètres à la Pièce de la Marquerie au nord, 231 mètres à St-Thibault au sud-ouest et 235 mètres à les Ormes au sud-est.
Par la route, Orbais-l'Abbaye se situe à 55 km de Châlons-en-Champagne, préfecture de la Marne, à 27 km de Château-Thierry, sous-préfecture de l'Aisne voisine, à 25 km d'Épernay, sa sous-préfecture, et à 20 km de Dormans, bureau centralisateur du canton de Dormans-Paysages de Champagne dont dépend Orbais-l'Abbaye depuis 2015. La commune fait en outre partie du bassin de vie de Dormans.
Orbais-l'Abbaye est limitrophe de 5 communes :
| La Ville-sous-Orbais | Igny-Comblizy           |                |
|                      | Orbais-l'Abbaye         | Suizy-le-Franc |
| Margny               | La Chapelle-sous-Orbais |                |

### Hydrographie
La commune est dans la région hydrographique « la Seine de sa source au confluent de l'Oise (exclu) » au sein du bassin Seine-Normandie. Elle est drainée par le Surmelin, le ru des Grosses Pierres, le cours d'eau 01 de la commune d'Orbais-L'Abbaye, le cours d'eau 01 de la Sablière, le fossé 01 du Bois de la Butte, le fossé 01 du Bois de la Demoiselle, le fossé 01 du Moulin de la Ville et le fossé 02 de la commune d'Orbais-L'Abbaye,.
Le Surmelin, d'une longueur de 41 km, prend sa source dans la commune de Loisy-en-Brie et se jette  dans la Marne à Chartèves, après avoir traversé 17 communes.

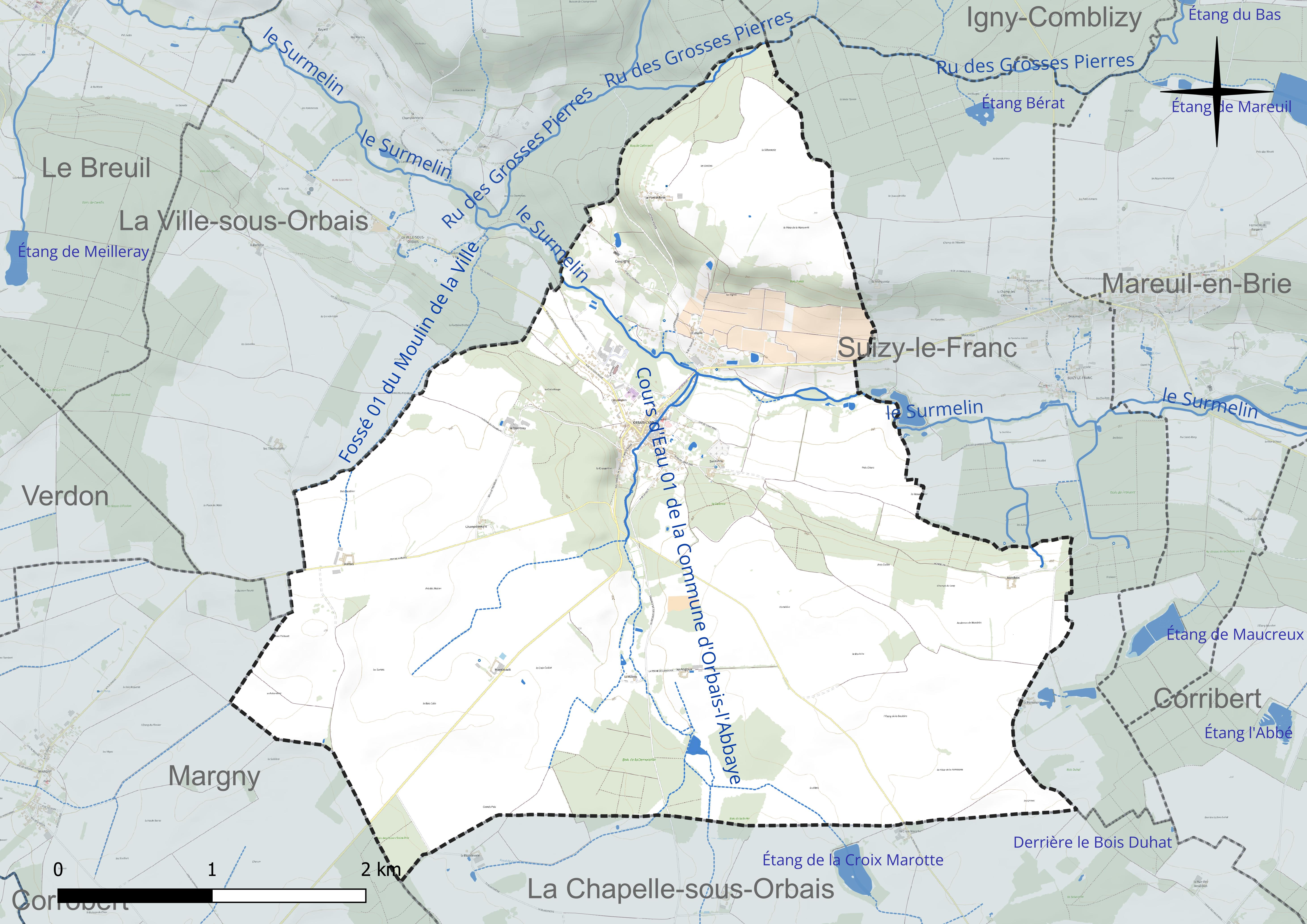
Réseau hydrographique d'Orbais-l'Abbaye.

Le ru des Grosses Pierres, d'une longueur de 12 km, prend sa source dans la commune de Le Baizil et se jette  dans le Surmelin à La Ville-sous-Orbais, après avoir traversé six communes.

### Climat
Pour des articles plus généraux, voir Climat du Grand Est et Climat de la Marne.
En 2010, le climat de la commune est de type climat océanique dégradé des plaines du Centre et du Nord, selon une étude du Centre national de la recherche scientifique s'appuyant sur une série de données couvrant la période 1971-2000. En 2020, Météo-France publie une typologie des climats de la France métropolitaine dans laquelle la commune est exposée à un climat océanique altéré et est dans la région climatique  Nord-est du bassin Parisien, caractérisée par un ensoleillement médiocre, une pluviométrie moyenne régulièrement répartie au cours de l’année et un hiver froid (3 °C).
Pour la période 1971-2000, la température annuelle moyenne est de 10,3 °C, avec une amplitude thermique annuelle de 15,7 °C. Le cumul annuel moyen de précipitations est de 743 mm, avec 11,5 jours de précipitations en janvier et 8 jours en juillet. Pour la période 1991-2020, la température moyenne annuelle observée sur la station météorologique de Météo-France la plus proche, « Blesmes », sur la commune de Blesmes à 21 km à vol d'oiseau, est de 10,6 °C et le cumul annuel moyen de précipitations est de 713,0 mm. 
La température maximale relevée sur cette station est de 40,3 °C, atteinte le 25 juillet 2019 ; la température minimale est de −15,3 °C, atteinte le 12 janvier 1987,,.
Les paramètres climatiques de la commune ont été estimés pour le milieu du siècle (2041-2070) selon différents scénarios d'émission de gaz à effet de serre à partir des nouvelles projections climatiques de référence DRIAS-2020. Ils sont consultables sur un site dédié publié par Météo-France en novembre 2022.

### Milieux naturels et biodiversité

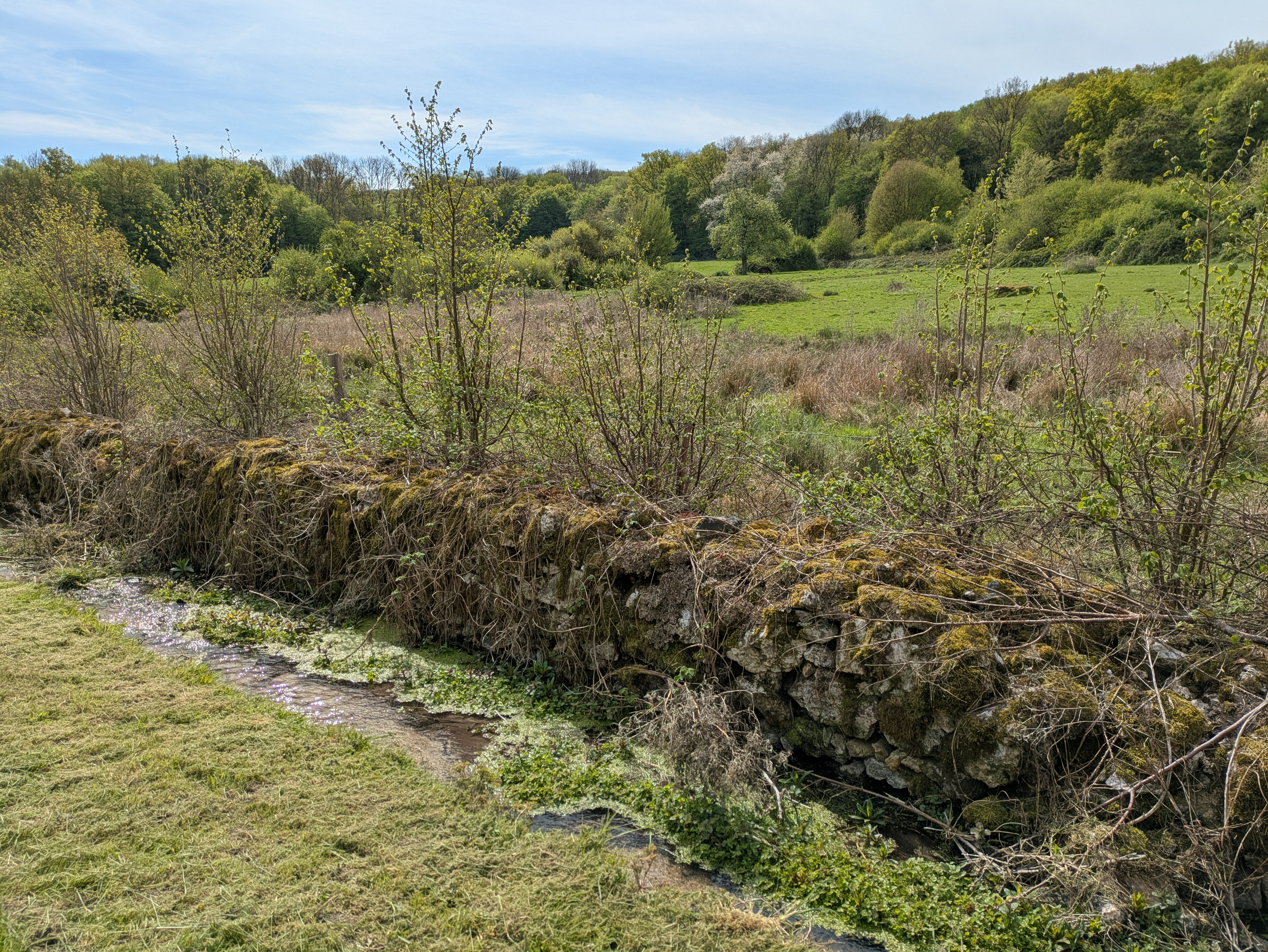
Une prairie surplombée par le bois de la Fontaine Brabant, à La Ville-sous-Orbais.

L'Inventaire national du patrimoine naturel (INPN) recense 475 espèces sur le territoire de la commune, dont 42 espèces protégées et 13 espèces menacées.
Orbais-l'Abbaye compte trois zones naturelles d'intérêt écologique, faunistique et floristique (ZNIEFF).
La ZNIEFF de type I des « bois de la Fontaine Brabant, de la Croix Rouge et de la Croupière à Orbais » s'étend sur près de 80 hectares entre Orbais-l'Abbaye et La Ville-sous-Orbais. Elle regroupe plusieurs ensembles forestiers représentatifs de la Brie champenoise : la chênaie-charmaie mésoneutrophile (majoritaire), la chênaie-charmaie mésotrophe, l'érablière à scolopendre sur meulière (notamment dans le ravin de la Fontaine Brabant), la frênaie-chênaie (sur les bas de pente) ainsi que l'aulnaie-frênaie. En terme de faune, la ZNIEFF est remarquable pour son avifaune, notamment la présence du pic mar, et accueillent plusieurs amphibiens.
La ZNIEFF de type II du « massif forestier et étangs associés entre Épernay, Vertus et Montmort-Lucy » s'étire jusqu'au nord d'Orbais. Elle regroupe de nombreux massifs forestiers et étangs au sud et à l'ouest d'Épernay, sur le plateau de la Brie champenoise. Une partie de la ZNIEFF est un site du réseau Natura 2000.
Enfin, la ZNIEFF de type I « bois des Aulnois à Suizy-le-Franc » est principalement située dans la commune voisine de Suizy-le-Franc et ne fait que légèrement déborder sur le territoire communal.

## Urbanisme

### Typologie

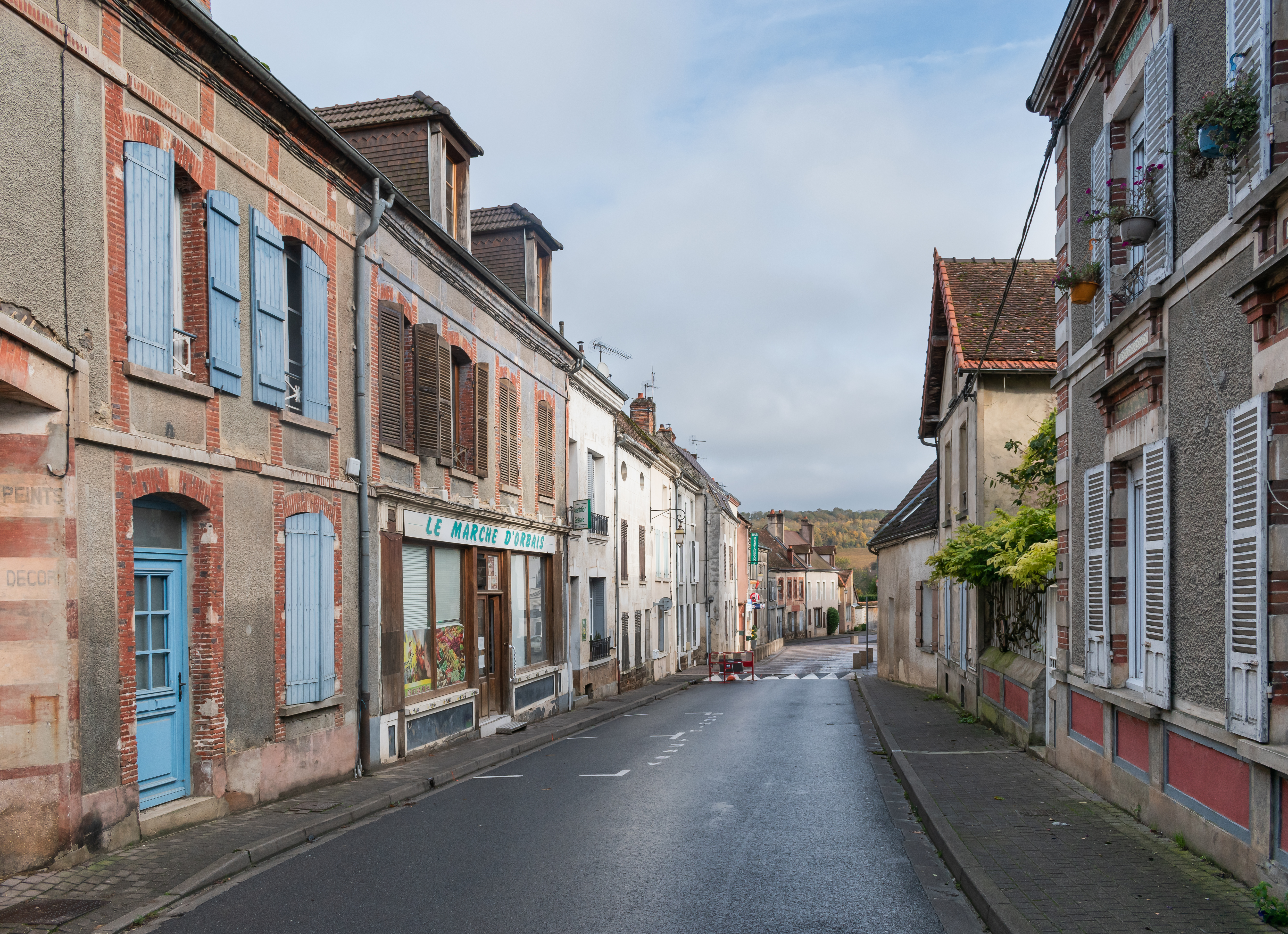
La rue Gambetta.

Au 1er janvier 2024, Orbais-l'Abbaye est catégorisée commune rurale à habitat dispersé, selon la nouvelle grille communale de densité à sept niveaux définie par l'Insee en 2022.
Elle est située hors unité urbaine et hors attraction des villes,.

### Occupation des sols
L'occupation des sols de la commune, telle qu'elle ressort de la base de données européenne d’occupation biophysique des sols Corine Land Cover (CLC), est marquée par l'importance des territoires agricoles (75,8 % en 2018), une proportion identique à celle de 1990 (75,8 %). La répartition détaillée en 2018 est la suivante : terres arables (62,4 %), forêts (21,3 %), prairies (10,6 %), zones urbanisées (2,9 %), cultures permanentes (2,8 %).
L'évolution de l’occupation des sols de la commune et de ses infrastructures peut être observée sur les différentes représentations cartographiques du territoire : la carte de Cassini (XVIIIe siècle), la carte d'état-major (1820-1866) et les cartes ou photos aériennes de l'IGN pour la période actuelle (1950 à aujourd'hui).

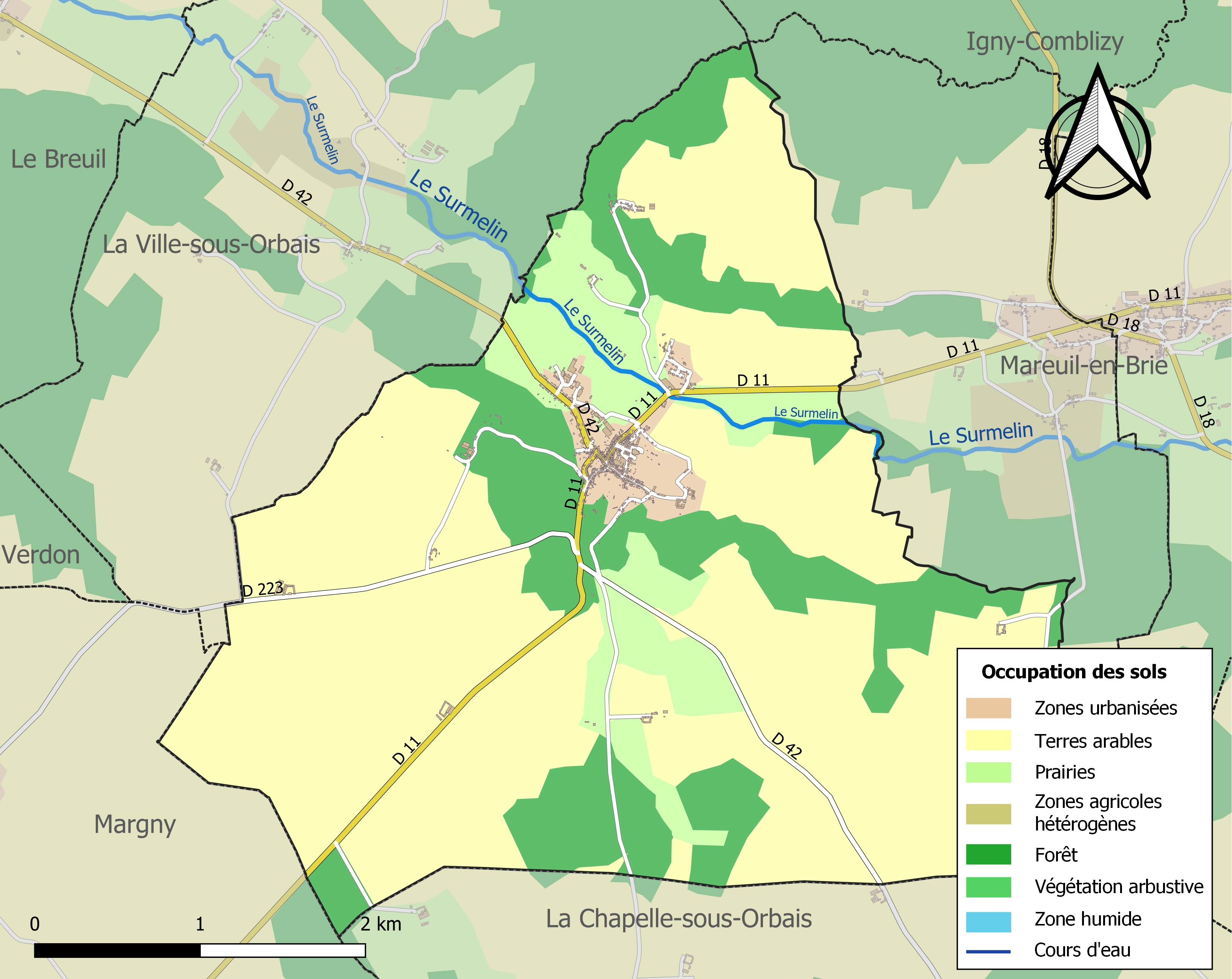
Carte des infrastructures et de l'occupation des sols de la commune en 2018 (CLC).

### Hameaux et écarts
Outre le village d'Orbais, la commune comprend de nombreux hameaux et écarts : Coupigny, l'Échelle et la Pierrarderie au nord ; Saint-Prix et Mondelin à l'est ; la Croupière et le Moulin Minette au sud du village ; les Angloux la Mâlerie et Montlibault plus au sud ; Champdonnant, Maralais et le Tremblay à l'ouest.

### Habitat et logement
En 2021, Orbais-l'Abbaye compte 334 logements. Ces logements sont à 91,5 % des maisons ; la commune ne comptant que 28 appartements. En raison de la prévalence des maisons, les résidences principales de Orbais-l'Abbaye disposent en moyenne de 4,7 pièces.
Le tableau ci-dessous présente une comparaison de quelques indicateurs chiffrés du logement pour Orbais-l'Abbaye, la communauté de communes des Paysages de la Champagne (CCPC), le département de la Marne et la France entière :
|                                                            | Orbais-l'Abbaye | CCPC   | Marne   | France     |
| ---------------------------------------------------------- | --------------- | ------ | ------- | ---------- |
| Ensemble des logements                                     | 334             | 11 470 | 300 919 | 37 155 918 |
| Part des résidences principales (en %)                     | 77,2            | 80,9   | 87,5    | 82,2       |
| Part des résidences secondaires (en %)                     | 13,2            | 5,8    | 3,4     | 9,7        |
| Part des logements vacants (en %)                          | 9,6             | 13,4   | 9,1     | 8,1        |
| Part des propriétaires de leur résidence principale (en %) | 65,7            | 76,4   | 52,2    | 57,5       |

À Orbais-l'Abbaye, en 2021, 77,2 % des logements sont des résidences principales, 13,2 % des résidences secondaires et 9,6 % des logements vacants. La commune se démarque ainsi par un nombre supérieur à la moyenne de résidences secondaires. Par ailleurs, 65,7 % des ménages sont propriétaires de leur résidence principale. Ce chiffre est supérieur aux moyennes nationale et départementale, mais reste inférieur à celui de la communauté de communes des Paysages de la Champagne.
Parmi les 258 résidences principales construites avant 2019, 43,8 % avaient été construites avant 1919, 13,5 % entre 1919 et 1945, 15,5 % entre 1946 et 1970, 20,2 % entre 1971 et 1990, 5,4 % entre 1991 et 2005 et 1,5 % depuis 2006.
Le tableau ci-dessous présente l'évolution du nombre de logements sur le territoire de la commune, par catégorie, depuis 1968 :
|                        | 1968 | 1975 | 1982 | 1990 | 1999 | 2010 | 2015 | 2021 |
| ---------------------- | ---- | ---- | ---- | ---- | ---- | ---- | ---- | ---- |
| Résidences principales | 212  | 201  | 200  | 226  | 237  | 257  | 262  | 258  |
| Résidences secondaires | 36   | 32   | 66   | 58   | 41   | 37   | 35   | 44   |
| Logements vacants      | 22   | 35   | 32   | 22   | 25   | 30   | 29   | 32   |
| Total                  | 270  | 268  | 298  | 306  | 303  | 324  | 326  | 334  |

### Voies de communication et transports
Orbais-l'Abbaye est notamment traversée par la route départementale 11, en direction de Montmirail au sud-ouest et d'Épernay au nord-est, et par la route départementale 42, en direction de Château-Thierry au nord-ouest et de Champaubert au sud-est.
Les gares les plus proches sont celles de Château-Thierry, Dormans et Épernay.

### Risques naturels et technologiques
Le territoire d'Orbais-l'Abbaye est vulnérable à différents risques naturels et technologiques. La commune n'est toutefois pas dans l'obligation d'élaborer et publier un document d'information communal sur les risques majeurs, ni un plan communal de sauvegarde.
La commune est concernée par les risques de mouvements de terrain et les risques d'inondation par remontée de nappe. La commune a fait l'objet d'arrêtés reconnaissant l'état de catastrophe naturelle à ce titre en 1986 et 1999.
Orbais-l'Abbaye est affectée par le phénomène de retrait-gonflement des argiles (risque important). Le risque sismique est très faible sur son territoire. De même, le potentiel radon de la commune est faible.
En matière de risques technologiques, la commune compte une installation classée pour la protection de l'environnement (l'usine de pièces automobiles VETIVER) et trois sites potentiellement concernés par la pollution des sols (VETIVER, une station service et une mégisserie).

## Toponymie
La commune d'Orbais prend le nom d'Orbais-l'Abbaye par décret du 21 juin 1988, en fait référence à l'abbaye Saint-Pierre d'Orbais.
Le nom de la localité est attesté sous les formes : Monasterium Orbacense (849) ; « Monasterium in Suessonica parochia, quod Orbacus dicitur » (864) ; Orbaceus (1042) ; Orbachus (1151) ; Orbiacum (1178) ; Orbès, Orbez (vers 1222) ; Orbascum (1230) ; Orbatum (1231) ; Orbois (fin du XIIIe siècle) ; Orbay, Orbaiz (vers 1300) ; « L'eglise Saint-Pierre de Orbez en Brie, ou diocèse de Soissons, de l'ordre de S.-Benoist » (1437) ; Orbetz (1479) ; Orbais-l'Abbaye (1845).
Le nom « Orbais » est un composé en -bais, élément d'origine germanique qui apparaît sous diverses graphies (-baix, -bet[s], etc.) et qui signifie « ruisseau ». Il est issu du vieux bas francique *baki, latinisé en BACIS (ancien néerlandais beke, allemand Bach, norrois bekkr). Le premier élément Or- / Ur- (Urbach en Moselle, Hurbache dans les Vosges) demeure incertain. De la racine hydronymique *ol. Nous constatons, prouvée par de multiples exemples, en toponymie comme en hydronymie, l’équivalence des groupes sonores ol, or, ul, ur. Il n’est donc pas surprenant de trouver l'appellation, Orbais, déclinant de cette variation autour du thème *ol.

## Histoire

### Période médiévale
L'Abbaye d'Orbais est fondée à la fin du VIIe siècle par saint Réol (ou Réole), 26e évêque de Reims,
Saint Rieul selon saint Flodoard fit bâtir avec la permission du roi Théodore, et du consentement du maire du palais Ebroïn, ce monastère en un lieu qu'il tenait de la munificence du roi / page 194 de l'histoire de l'église de Reims par Saint-Flodoard. Il obtint de l'abbaye de Resbé 6 moines pour vivre sous leur règle à Orbay. À la mort de l'abbé Landemar qui gouverna le ministère toute sa vie, c'est l'archevêque Rigobert qui reprit le gouvernement du monastère et le regit.
L’abbaye bénédictine est située dans la vallée du Surmelin. Les premiers moines qui vinrent s’installer à Orbais, au nombre de six, étaient originaires de l'abbaye Saint-Pierre de Rebais et suivaient la règle de saint Benoît.
L'église Saint-Pierre-Saint-Paul fut construite à la fin du XIIe siècle et début XIIIe siècle par Jean d'Orbais, l'un des architectes de la cathédrale de Reims. L'église abbatiale avait une longueur de 78 m avec huit travées de nef. Deux d'entre elles subsistent de nos jours. L'architecture est superbe et particulièrement la façade, avec ses deux tours comparables à celle de la basilique Saint-Remi de Reims et le chœur avec déambulatoire comportant cinq chapelles rayonnantes. On y voit également des vitraux du XIIe siècle, des dalles funéraires des XIVe et XVe siècles, une cuve baptismale du XVIe siècle et des carreaux vernissés du XVe siècle.

### Période moderne

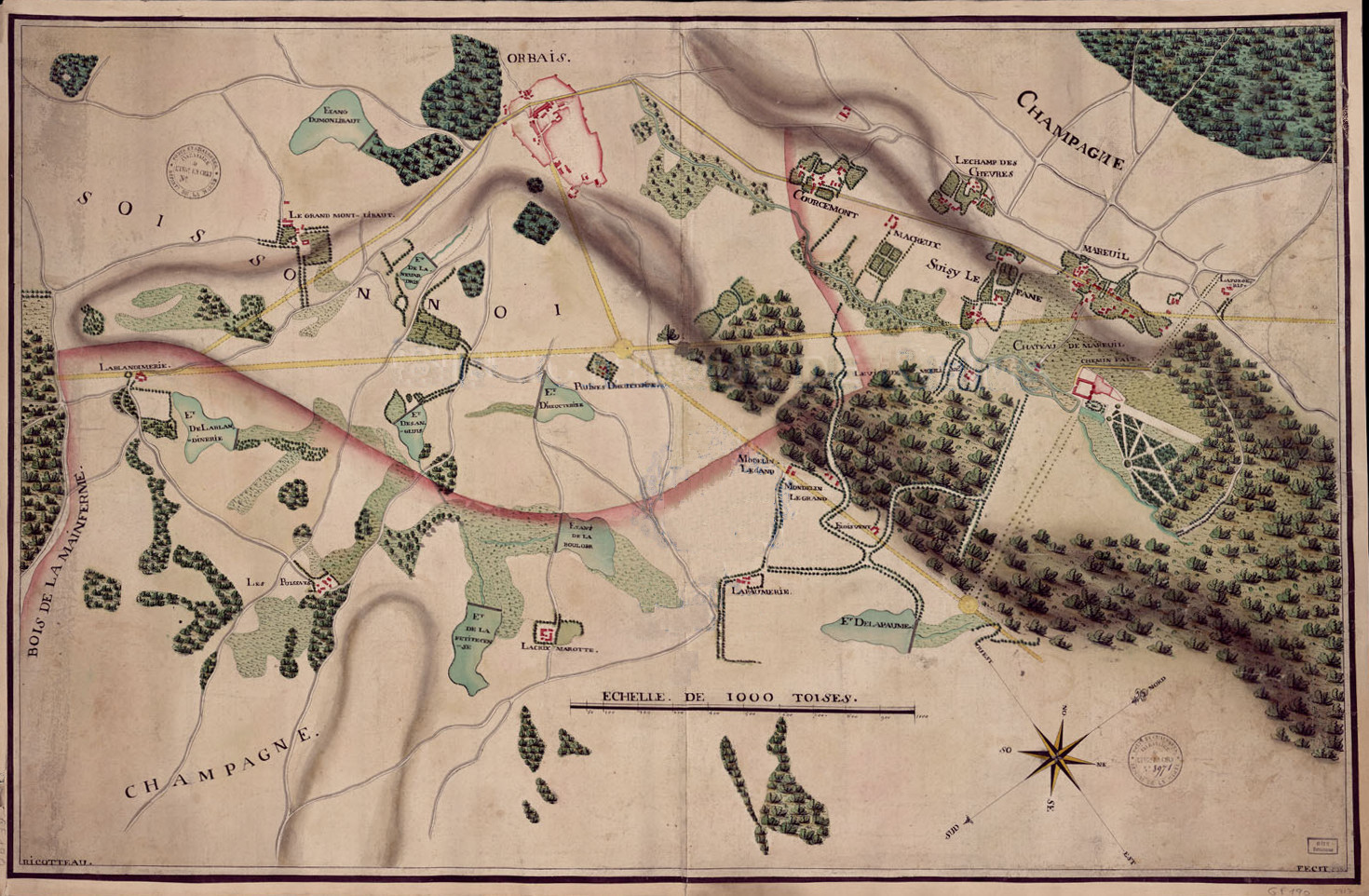
Orbais sur une carte d'Ancien régime.

Sous l'Ancien Régime, Orbais était le chef-lieu d'un doyenné de même nom, dépendant de l'archidiaconé de Brie et du diocèse de Soissons. Son église paroissiale était placée sous le vocable de Saint-Prix. Au civil, Orbais dépendait de l'élection de Château-Thierry et était régi par la coutume de Vitry.
René de Rieux fut abbé commendataire d'Orbais entre 1626 et 1651, date de sa mort. Il était aussi abbé de l'abbaye Notre-Dame de Daoulas, de l'abbaye du Relec et évêque de Léon.

### Période contemporaine
Durant la Première Guerre mondiale, le 3 septembre 1914, la 5e armée française établit son QG de campagne dans la commune, au château.

## Politique et administration

### Rattachements administratifs et électoraux

#### Rattachements administratifs
La commune se trouve dans l'arrondissement d'Épernay au sein du département de la Marne et de la région Grand Est.  
Elle faisait partie depuis 1801 du canton de Montmort-Lucy. Dans le cadre du redécoupage cantonal de 2014 en France, cette circonscription administrative territoriale a disparu, et le canton n'est plus qu'une circonscription électorale.

#### Rattachements électoraux
Pour les élections départementales, la commune fait partie depuis 2014 du canton de Dormans-Paysages de Champagne.
Pour l'élection des députés, elle fait partie de la troisième circonscription de la Marne.

### Intercommunalité
Orbais-l'Abbaye était membre de la communauté de communes de la Brie des Étangs, un établissement public de coopération intercommunale (EPCI) à fiscalité propre créé en 2003 et auquel la commune avait transféré un certain nombre de ses compétences, dans les conditions déterminées par le Code général des collectivités territoriales.
Dans le cadre des dispositions de la loi portant nouvelle organisation territoriale de la République du 7 août 2015, qui prévoit que les établissements publics de coopération intercommunale (EPCI) à fiscalité propre doivent avoir un minimum de 15 000 habitants, cette intercommunalité a fusionné avec ses voisines pour former, le 1er janvier 2017, la communauté de communes des Paysages de la Champagne, dont est désormais membre la commune.
Orbais-l'Abbaye n'est membre d'aucune autre intercommunalité.

### Liste des maires

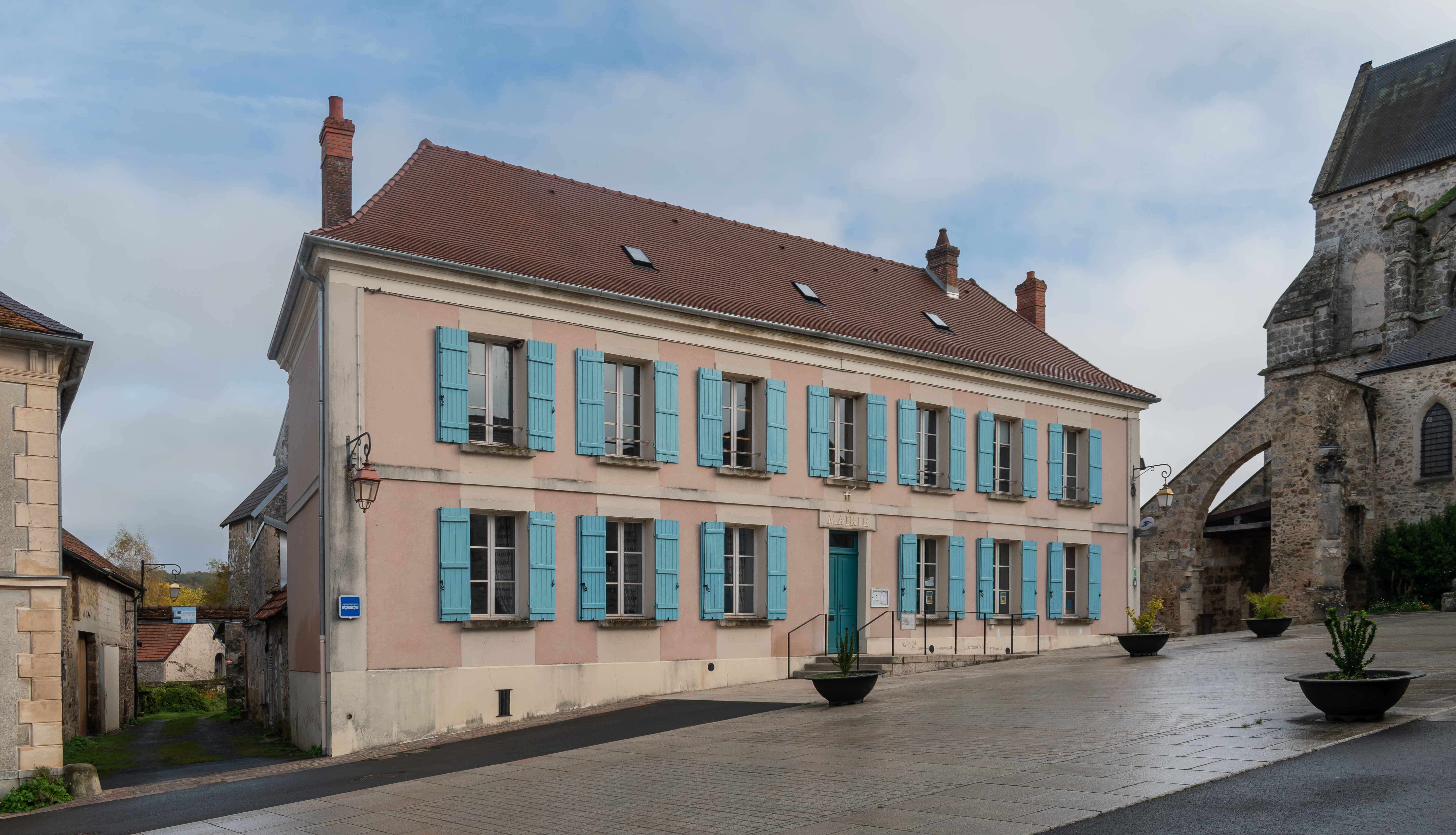
La mairie.

| Période                                  | Période    | Identité           | Étiquette    | Qualité                                                                         |
| ---------------------------------------- | ---------- | ------------------ | ------------ | ------------------------------------------------------------------------------- |
| Les données manquantes sont à compléter. |            |                    |              |                                                                                 |
| 1870                                     | 1871       | Paul George        |              | architecte.                                                                     |
| 1911                                     | 1911       | M. Charlot         |              |                                                                                 |
| Mars 1983                                | 2014       | Pierre-Yves Jardel | UDF puis UDI | Conseiller général de Montmort-Lucy (1979 → 2001) Conseiller régional[Quand ?]. |
| 2014                                     | 2020       | Henri Guinand      |              |                                                                                 |
| 2020                                     | Avril 2023 | Denis Caster       |              |                                                                                 |
| Avril 2023                               |            | Alexandre Piat     |              |                                                                                 |

### Jumelages
Orbais-l'Abbaye est jumelée avec :
- Orbais (Belgique), depuis 2016[36].

## Équipements et services publics

### Eau et déchets
L'approvisionnement en eau potable et l'assainissement des eaux usées sont des compétences de la communauté de communes des Paysages de la Champagne. La commune d'Orbais-l'Abbaye est alimentée en eau potable par les captages de Verdon (La Croix) et de Suizy-le-Franc. La production et la distribution d'eau potable font l'objet d'une délégation de service public confiée à Suez jusqu'en 2029. Orbais-l'Abbaye accueille une station d'épuration à filtre à roseaux et filtre à sable d'une capacité de 700 équivalent-habitants sur son territoire. L'assainissement collectif y est assuré en régie par la communauté de communes.
La communauté de communes est également compétente en matière de déchets. La collecte des ordures ménagères résiduelles et des déchets recyclables est réalisée en porte à porte. La communauté de commune adhérant au syndicat de valorisation des ordures ménagères de la Marne (SYVALOM), ces déchets sont amenés au centre de transfert départemental de Pierry puis valorisés sur le site de La Veuve. La collecte du verre et des textiles se fait en apport volontaire. La communauté de communes met par ailleurs six déchèteries à disposition de ses habitants, accessibles après création d'une carte d'accès : à Châtillon-sur-Marne, Damery-Venteuil, Fèrebrianges, Mareuil-le-Port, Montmort-Lucy et Trélou-sur-Marne.

### Enseignement
Orbais-l'Abbaye fait partie de l'académie de Reims.

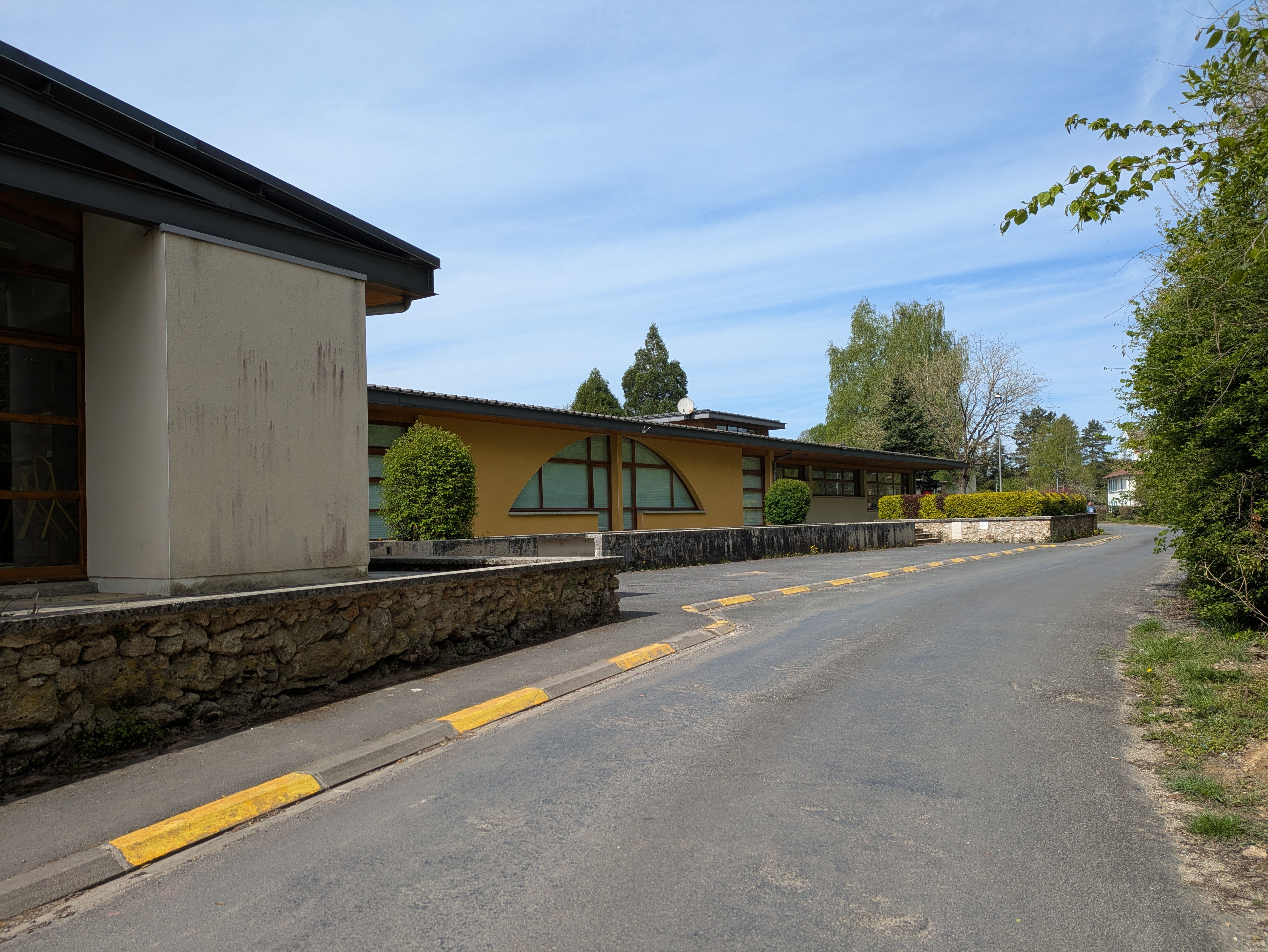
La rue du Parc et les écoles d'Orbais.

La commune dispose d'une école maternelle de 39 élèves et d'une école élémentaire 54 élèves (chiffres 2024-2025), installées rue du Parc. Les écoles d'Orbais accueillent également les enfants de La Ville-sous-Orbais, Le Baizil, Mareuil-en-Brie et Suizy-le-Franc.
Les jeunes d'Orbais-l'Abbaye sont ensuite rattachés au collège Lucie Aubrac de Montmort-Lucy et au lycée La Fontaine du Vé de Sézanne.

### Postes et télécommunications

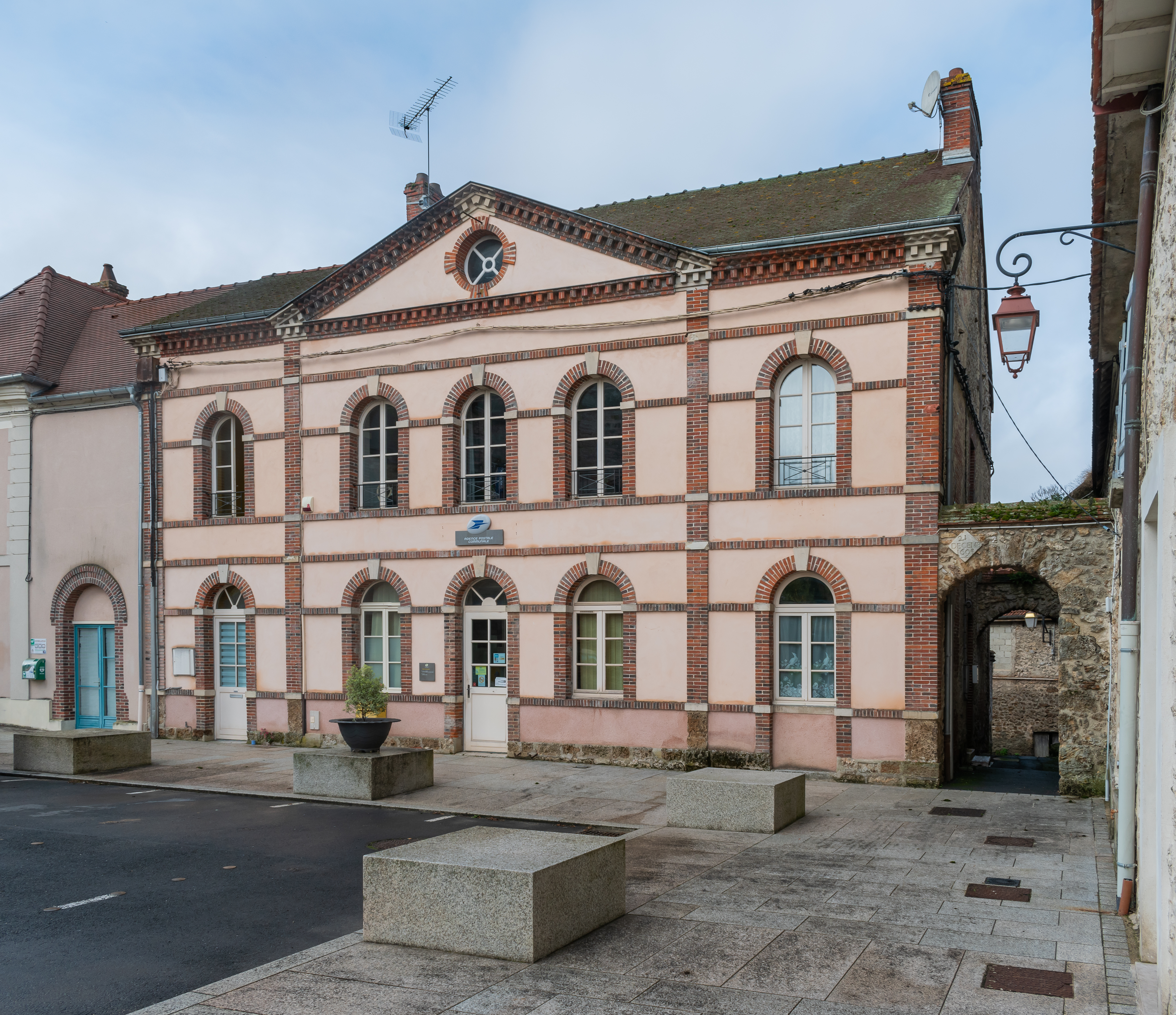
La poste d'Orbais.

La commune dispose d'une agence postale communale, installée place Saint-Réol.
Quatre boîtes aux lettres de La Poste se trouvent par ailleurs sur son territoire : place Saint-Réol, rue Gambetta, rue de la Croix Rouge et rue de la Chenevière.

### Justice, sécurité et secours

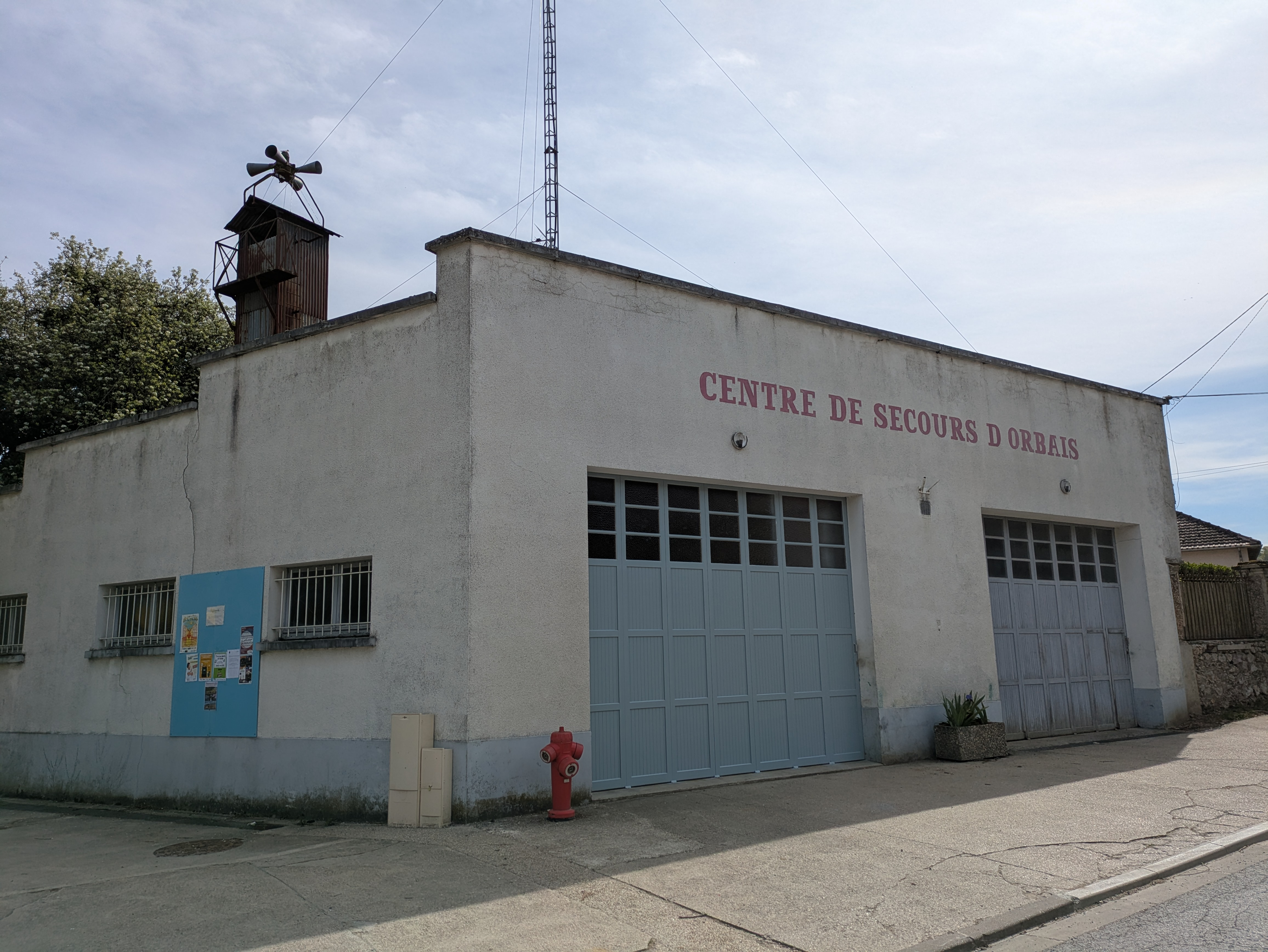
Le centre de secours d'Orbais.

Du point de vue judiciaire, Orbais-l'Abbaye relève du conseil de prud'hommes d'Épernay, du tribunal de commerce de Reims, du tribunal judiciaire, du tribunal paritaire des baux ruraux et du tribunal pour enfants de Châlons-en-Champagne, dans le ressort de la cour d'appel de Reims. Pour le contentieux administratif, la commune dépend du tribunal administratif de Châlons-en-Champagne et de la cour administrative d'appel de Nancy.
Orbais-l'Abbaye est située en secteur Gendarmerie nationale et dépend de la brigade d'Étoges.
En matière d'incendie et de secours, le centre d'incendie et de secours le plus proche est celui de Montmort, rattaché au Service départemental d'incendie et de secours (SDIS) de la Marne.

## Population et société

### Démographie
L'évolution du nombre d'habitants est connue à travers les recensements de la population effectués dans la commune depuis 1793. Pour les communes de moins de 10 000 habitants, une enquête de recensement portant sur toute la population est réalisée tous les cinq ans, les populations de référence des années intermédiaires étant quant à elles estimées par interpolation ou extrapolation. Pour la commune, le premier recensement exhaustif entrant dans le cadre du nouveau dispositif a été réalisé en 2008.

En 2022, la commune comptait 523 habitants, en évolution de −8,57 % par rapport à 2016 (Marne : −1,19 %, France hors Mayotte : +2,11 %).
| 1793 | 1800 | 1806 | 1821 | 1831 | 1836 | 1841  | 1846  | 1851 |
| ---- | ---- | ---- | ---- | ---- | ---- | ----- | ----- | ---- |
| 851  | 885  | 913  | 861  | 914  | 914  | 1 008 | 1 015 | 991  |

| 1856 | 1861  | 1866  | 1872 | 1876  | 1881 | 1886 | 1891 | 1896 |
| ---- | ----- | ----- | ---- | ----- | ---- | ---- | ---- | ---- |
| 996  | 1 033 | 1 046 | 997  | 1 014 | 963  | 913  | 926  | 940  |

| 1901 | 1906 | 1911 | 1921 | 1926 | 1931 | 1936 | 1946 | 1954 |
| ---- | ---- | ---- | ---- | ---- | ---- | ---- | ---- | ---- |
| 871  | 784  | 885  | 774  | 767  | 743  | 763  | 776  | 803  |

| 1962 | 1968 | 1975 | 1982 | 1990 | 1999 | 2006 | 2008 | 2013 |
| ---- | ---- | ---- | ---- | ---- | ---- | ---- | ---- | ---- |
| 711  | 726  | 655  | 617  | 602  | 567  | 578  | 580  | 583  |

| 2018 | 2022 | - | - | - | - | - | - | - |
| ---- | ---- | - | - | - | - | - | - | - |
| 550  | 523  | - | - | - | - | - | - | - |

### Cultes
Pour le culte catholique, Orbais-l'Abbaye dépend de la paroisse Saint-Alpin - Le Surmelin, au sein du diocèse de Châlons-en-Champagne.

### Médias
La presse écrite régionale comprend le quotidien L'Union et l'hebdomadaire L'Hebdo du vendredi.
Parmi les stations de radio locales, il est possible de citer Ici Champagne-Ardenne et Champagne FM.

## Économie

### Revenus de la population et fiscalité
En 2021, la commune compte 224 ménages fiscaux, regroupant 476 personnes.
Le revenu disponible par unité de consommation est alors de 20 860 €, inférieur à celui de la communauté de communes des Paysages de la Champagne (24 050 €), du département de la Marne (22 830 €) et de la France métropolitaine (23 080 €).
Pour des raisons de secret statistique, le taux de pauvreté à Orbais-l'Abbaye n'est pas communiqué par l'Insee.

### Emploi
Orbais-l'Abbaye appartient à la zone d'emploi d'Épernay.
En 2021, le taux d'activité des 15-64 ans est de 79,0 %, proche de celui de la communauté de communes (79,7 %) et supérieur à celui du département (74 %) et de la France métropolitaine (74,9 %). Pour cette même catégorie de population, le taux de chômage est de 12,3 % contre 8 % pour la communauté de communes, 12,1 % pour la Marne et 11,7 % pour la France métropolitaine.
En 2021, Orbais-l'Abbaye compte 254 emplois, dont 83,8 % de salariés et 16,2 % de non-salariés. Avec 228 actifs y résidant, la commune a alors un indicateur de concentration d'emploi de 111,6. Dans les faits, 32,1 % des actifs résidant à Orbais-l'Abbaye y travaillent tandis que 67,9 % travaillent dans une autre commune.

### Entreprises, commerces et agriculture
En 2022, la commune compte 38 établissements économiquement actifs (hors agriculture).
Orbais-l'Abbaye accueille plusieurs commerces.
En 2020, Orbais-l'Abbaye compte 9 exploitations agricoles, pour une surface agricole utilisée de 999 hectares et 13 emplois à temps plein. Selon l'Agreste, la production agricole de la commune est spécialisée dans la polyculture et le polyélevage.

## Culture locale et patrimoine

### Lieux et monuments
- L'ancienne abbaye Saint-Pierre, du XIIIe siècle, est classée monument historique en 1840[58].
- L'ancienne église paroissiale Saint-Prix, aujourd'hui disparue, mais dont une rue de la ville garde le souvenir.
- La tour Saint-Réole.
- La source Minette, qui continue d'alimenter le moulin Minette, l'un des six moulins que la source alimentait en eau.
- Le château d'Orbais-l'Abbaye.

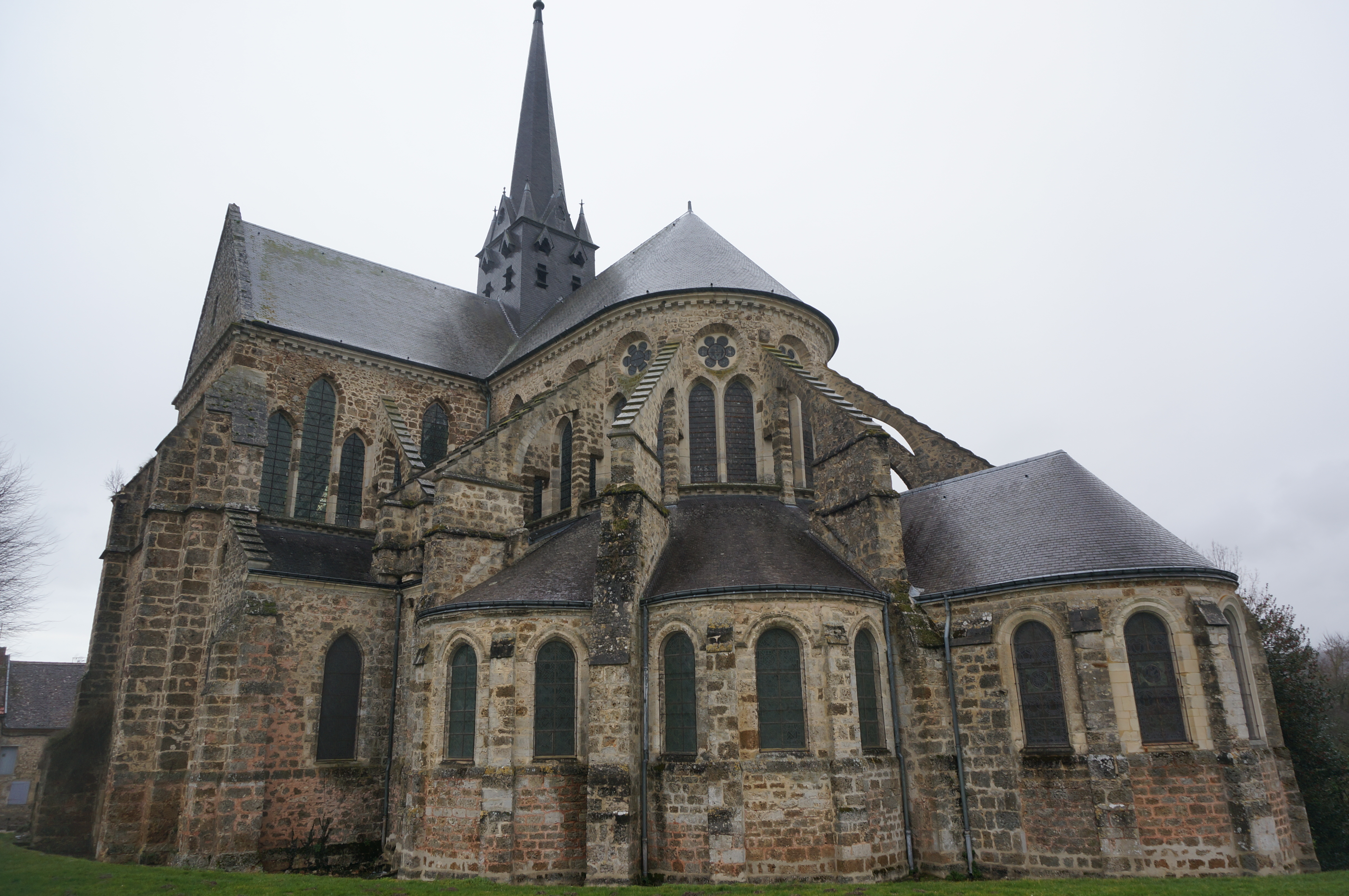
Le chevet de l'abbaye.
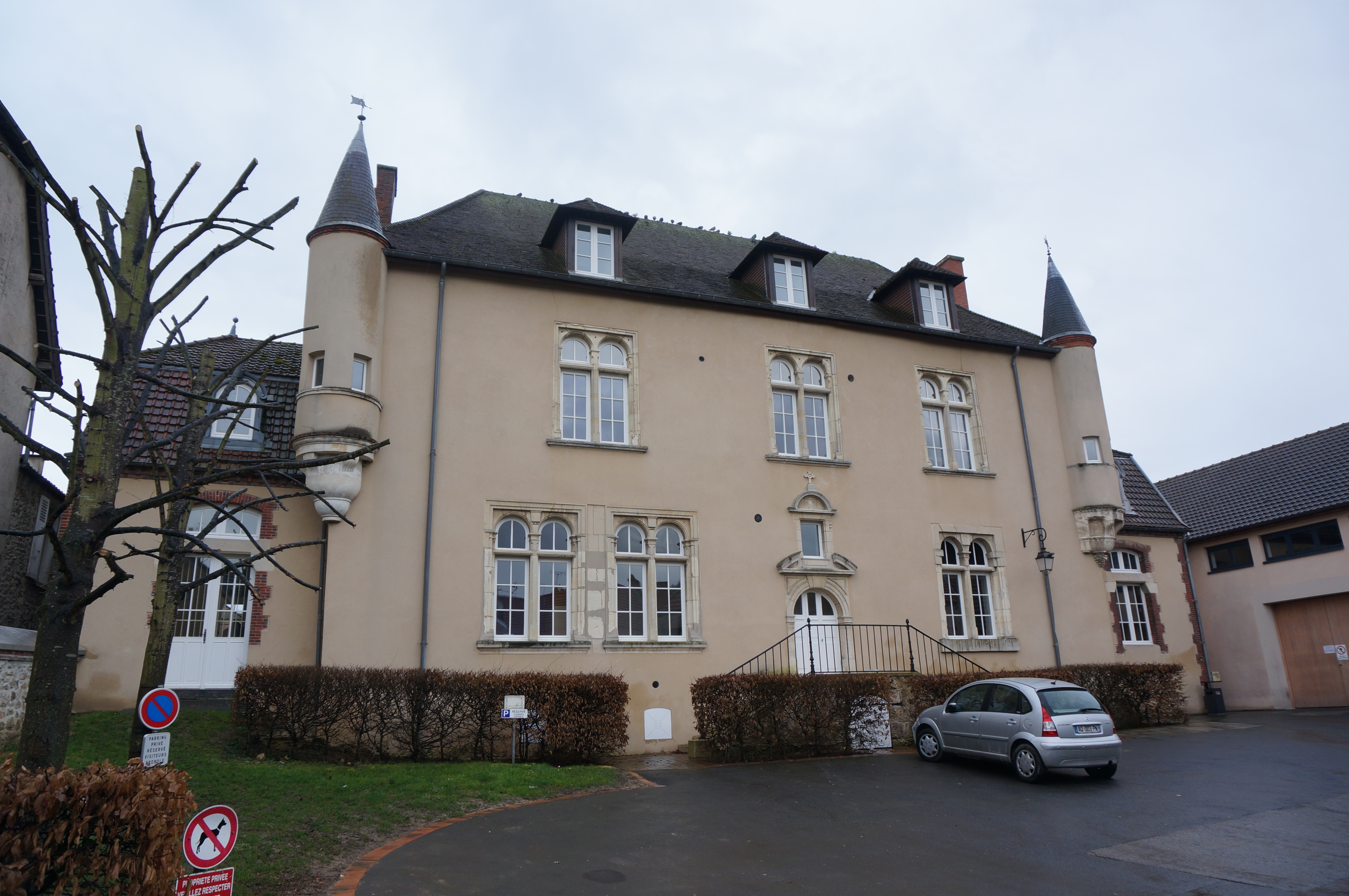
Le château.
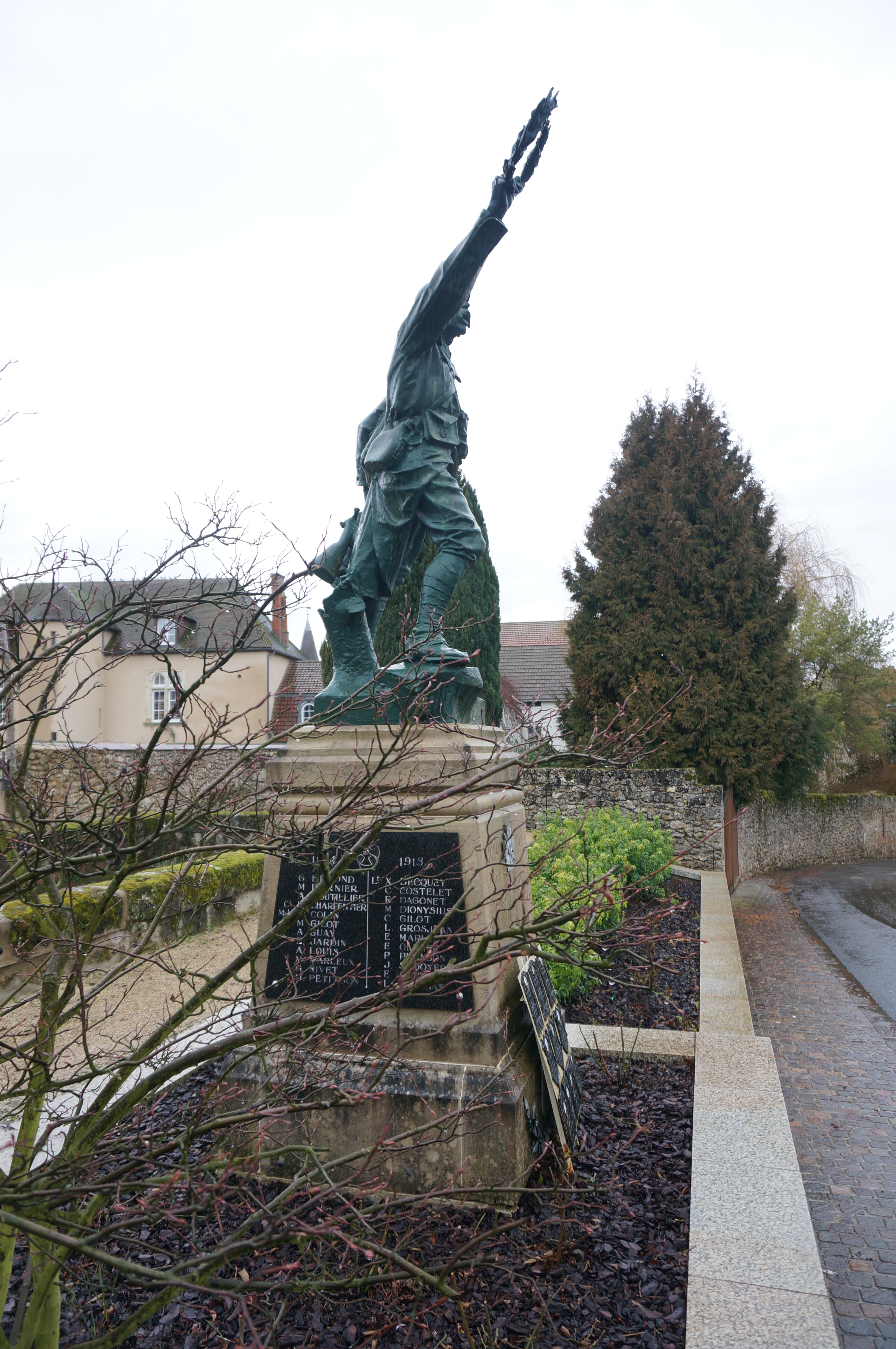
Le monument aux morts.

### Héraldique
| Armes de Orbais-l'Abbaye | Les armes de la commune se blasonnent ainsi : d'azur aux deux clefs d'or passées en sautoir, à l'épée brochante d'argent, le tout accosté de deux larmes du même et surmonté de deux fleurs de lys aussi d'or. |

### Personnalités liées à la commune
- Gottschalk d'Orbais, prêtre à Orbais.
- Jean d'Orbais, architecte de la cathédrale de Reims et de l'abbaye du village.
- Bruno Barbey, photographe.